# Henry Ian Cusick
Henry Ian Cusick (Trujillo, 17 de abril de 1967) é um ator peruano, filho de uma peruana e um escocês, que ficou conhecido por ter participado do seriado de TV Lost e pelo papel de Kane na série The 100.

## Biografia
Depois de viver em Trujillo por dois anos, sua família mudou para Espanha depois para a Escócia e viveu em Trinidad and Tobago por dez anos. Ele mudou-se para a Escócia com quinze anos. Cusick ficou seis meses na Academia Real Escocesa de Música e Drama em Glasgow e juntou-se ao Citizens' Theatre. Ele apareceu em várias produções teatrais em Glasgow. Ele é fluente em inglês e espanhol e foi criado sob influência da religião católica romana.
Henry Ian Cusick  começou sua carreia como ator de teatro clássico. Seus primeiros papéis incluíam: Dorian Gray no O Retrato de Dorian Gray com Rupert Everett, Hamlet em The Marovitz Hamlet com Helen Baxendale, e Horner em The Country Wife. Sua performance como Torquato Tasso no  Festival Internacional de Edinburgh, e Creonte na produção do Citizens' Theatre, Édipo, rendeu a ele um prêmio especial em 1995, o Ian Charleson Award.
Cusick então começou a atuar na televisão e cinema. Após aparecer nas séries televisivas britânicas Casualty e The Book Group, ele estrelou como Jesus Cristo em 2003 no filme The Gospel of John. Seu maior papel começou em 2005 quando ele passou a fezer parte da série norteamericana de televisão Lost no papel de Desmond David Hume. Ele passou a aparecer na série só na segunda temporada como ator convidado e recebeu por isso a indicação pelo Emmy Award como ator convidado, ele só passaria a fazer parte definitiva de Lost a partir da terceira temporada.
Cusick é casado com Annie Wood e possuem três filhos: Elias, Lucas e Esau.

## Filmografia
| Ano  | Título                         | Papel                        | Notas                |
| ---- | ------------------------------ | ---------------------------- | -------------------- |
| 2002 | Possessão                      | Toby Byng                    | Não creditado        |
| 2003 | O Evangelho Segundo João       | Jesus                        |                      |
| 2003 | Carla                          | Matt                         | Filme para Televisão |
| 2004 | Perfect Romance                | Peter Campbell               | Filme para Televisão |
| 2006 | Half Light                     | Brian                        |                      |
| 2006 | 9/Tenths                       | William                      |                      |
| 2006 | Protegida por um Anjo          | Adrian                       | Curta - Metragem     |
| 2007 | Hitman                         | Udre Belicoff                |                      |
| 2009 | Dead Like Me: Life After Death | Cameron Kane                 | Diretamente em Vídeo |
| 2013 | Perigosa Atração               | Danny Hart                   |                      |
| 2013 | Não É Mais Um Final Feliz      | Willie Scott                 |                      |
| 2014 | Dress                          | Ben Granger                  |                      |
| 2014 | Divino Processo                | David Frank                  |                      |
| 2014 | 10.0 Earthquake                | Jack                         |                      |
| 2015 | Pali Road                      | Tim Young                    |                      |
| 2015 | Just Let Go                    | Christopher "Chris" Williams |                      |
| 2017 | Rememory                       | Lawton                       |                      |
| 2018 | Chimera                        | Quint                        |                      |

### Televisão
| Ano        | Título                                   | Papel               | Notas |
| ---------- | ---------------------------------------- | ------------------- | --- |
| 1993       | Taggart                                  | Ian Gowrie          | Episódio "Fatal Inheritance"                                                                                               |
| 1997       | Richard II                               | Henry Green         | Adaptação para a TV da Peça de William Shakespeare                                                                         |
| 2001       | Murder Rooms: The White Knight Stratagem | Sgt. Michael Clark  | |
| 2001– 2002 | Casualty                                 | Jason               | Papel Recorrente |
| 2002       | The Dinosaur Hunter                      | Gideon Mantell      | |
| 2002– 2003 | Two Thousand Acres of Sky                | Dr. Ewan Talbot     | 3 episódios |
| 2003       | Happiness                                | Phillip             | Episódio: "A Nice Person"                                                                                                  |
| 2003       | Adventure Inc.                           | Gavin Merrill       | Episódio: "Echoes of the Past"                                                                                             |
| 2003       | The Book Group                           | Miles Longmuir      | Segunda Temporada |
| 2004       | Midsomer Murders                         | Gareth Heldman      | Episódio "The Fisher King"                                                                                                 |
| 2005       | Waking the Dead                          | Jeremy Allen        | Episódio: "Towers of Silence: Part 1"                                                                                      |
| 2005–2010  | Lost                                     | Desmond Hume        | Apareceu pela primeira vez como ator convidado na 2 ª temporada, tornou-se um membro do elenco principal da 3 ª temporada. |
| 2006       | 24                                       | Theo Stoller        | Episódios: "Day 5: 7:00 p.m.-8:00 p.m." e "Day 5: 8:00 p.m.-9:00 p.m."                                                     |
| 2009       | Nova                                     | Charles Darwin      | Episódio: "Darwin's Darkest Hour"                                                                                          |
| 2010       | Law & Order: Special Victims Unit        | Erik Weber          | Episódios: "Locum" e "Bullseye"                                                                                            |
| 2012       | Scandal                                  | Stephen Finch       | Regular |
| 2012       | Fringe                                   | Agente Simon Foster | Episódio: 4ª Temporada, Episódio 19                                                                                        |
| 2012       | The Mentalist                            | Tommy Volker        | Episódios: "If It Bleeds, It Leads","Days of Wine and Roses","Little Red Corvette"                                         |
| 2013       | CSI: Crime Scene Investigation           | Dr. Jimmy           | Episódio: "Last Woman Standing"                                                                                            |
| 2013       | Body Of Proof                            | Dr. Trent Marsh     | 3ª Temporada; Episódios: "Eye for an Eye" e "Daddy Issues"                                                                 |
| 2014-2019  | The 100                                  | Councilman Kane     | Regular (Season 1-6) |
| 2017       | Marvel's Inhumans                        | Dr. Evan Declan     | |
| 2019       | The Passage                              | Dr. Jonas Lear      | Regular |

### Teatro
- Stolzius em The Soldiers - Edinburgh International Festival
- Cassio em Othello - Royal Shakespeare Company
- Demetrius em A Midsummer Nights Dream - RSC
- Pompey em Anthony and Cleopatra - RSC
- Henry Green em Richard II - Royal National Theatre
- Arthur em Machine Wreckers - RNT
- Dollabella em Anthony and Cleopatra - RNT (com Alan Rickman)
- Nick em The LA Plays - Almeida Theatre, London
- Le Vicomte De Valmont em Les Liaisons Dangereuses - Liverpool Playhouse
- McCann em The Birthday Party - Glasgow Citizens' Theatre
- Jeffrey em The Dying Gaul - Citizens
- Louis Ironson em Angels in America para 7:84 Theatre Company
- Title role em Moliere's Don Juan para Theatre Babel